# آنتونی داد منتل
آنتونی داد منتل (انگلیسی: Anthony Dod Mantle؛ زادهٔ ۱۹۵۵) یک فیلم‌بردار اهل بریتانیا است. وی از سال ۱۹۹۰ میلادی تاکنون مشغول فعالیت بوده‌است.
وی فیلم‌بردار فیلم‌هایی همچون ۲۸ روز بعد، داگویل، مندرلی، آخرین پادشاه اسکاتلند، میلیونر زاغه‌نشین، ضدمسیح، ۱۲۷ ساعت، عقاب، درد، خلسه، بزرگترین قهرمانان، کورسک، جولین کله‌خر و شتاب بوده است.
منتل همچنین برنده جوایزی همچون جایزه اسکار بهترین فیلمبرداری ۲۰۰۸، جایزه بفتا بهترین فیلم‌برداری ۲۰۰۸ و جایزه بهترین فیلم‌برداری حلقه منتقدان فیلم نیویورک ۲۰۰۸ شده است.